# Ungaliophiinae
Ungaliophiinae – podrodzina węży z rodziny dusicielowatych (Boidae).

## Rozmieszczenie geograficzne
Podrodzina obejmuje gatunki występujące od Meksyku do Kolumbii. 

## Podział systematyczny
Do podrodziny należą następujące rodzaje: 
- Exiliboa Bogert, 1968 – jedynym przedstawicielem jest Exiliboa placata Bogert, 1968
- Ungaliophis Müller, 1882